# Pièce de 10 dollars américains Indian Head
La pièce de 10 dollars américains Indian Head, également appelée eagle Indian Headest une pièce d’or de 10 $ frappée par la Monnaie des États-Unis de façon continue entre 1907 et 1916, puis de manière irrégulière jusqu’en 1933. L’avers et le revers sont conçus par le sculpteur Augustus Saint-Gaudens, initialement engagé pour créer des modèles destinés à d’autres pièces. Atteint d’un cancer, il ne vit pas assez longtemps pour voir la mise en circulation de ces pièces.
À partir de 1904, le président Theodore Roosevelt propose de doter les pièces américaines de dessins plus artistiques, ce qui incite la Monnaie à engager Saint-Gaudens pour les concevoir. Roosevelt et Saint-Gaudens envisagent d’abord un dessin uniforme pour les quatre pièces frappées en or, mais en 1907, Roosevelt décide d’utiliser, pour l’avers de l’eagle, un modèle que le sculpteur a initialement prévu pour le cent. Pour le revers de la pièce de 10 $, le président choisit un motif représentant un pygargue à tête blanche debout, élaboré pour le double eagle de 20 dollars, tandis que l’avers montre un buste de la Liberté tourné vers la gauche et portant une coiffe de plumes amérindienne.
La pièce, telle que sculptée par Saint-Gaudens, présente un relief trop élevé pour être facilement frappée par la Monnaie, et il faut des mois pour adapter le dessin afin que la pièce puisse être produite en un seul coup de presse. Saint-Gaudens meurt le 3 août 1907, et Roosevelt insiste pour que le nouvel eagle soit achevé et frappé ce même mois. Le 31 août, de nouveaux exemplaires sont remis au président ; ils diffèrent de ceux frappés plus tard pour la circulation.
L’omission de la devise « IN GOD WE TRUST » sur les nouvelles pièces provoque un tollé dans l’opinion publique et incite le Congrès à voter une loi imposant son ajout. Le graveur en chef de la Monnaie, Charles E. Barber, ajoute les mots et apporte de légères modifications au dessin. L’eagle « Indian Head » est frappé régulièrement jusqu’en 1916, puis de manière intermittente jusqu’à ce que le président Franklin Roosevelt ordonne l’arrêt de la production des pièces d’or en 1933. Cette décision met fin à la série des eagles destinés à la circulation, entamée en 1795. Beaucoup de pièces Indian Head sont fondues par le gouvernement à la fin des années 1930 ; l’émission de 1933 est particulièrement rare, car très peu d’exemplaires sont distribués.

## Contexte
En 1904, le président Theodore Roosevelt écrit au secrétaire au Trésor, Leslie Mortier Shaw, pour se plaindre que la monnaie américaine manque de valeur artistique. Il suggère que le Trésor engage un artiste privé pour préparer de nouveaux dessins de pièces, par exemple le sculpteur Augustus Saint-Gaudens.
À la demande de Roosevelt, la Monnaie engage Saint-Gaudens pour refaire le design du cent et des quatre pièces d’or : le double eagle (20 $), l’eagle (10 $), le half eagle (5 $) et le quarter eagle (2,50 $). Le motif « Liberty Head » est frappé pour la première fois sur l’eagle en 1838 ; la dernière pièce ajoutée à la série des Liberty Head en or fut le double eagle, émis pour la circulation en 1850. Les dessins de ces pièces n’ont pas changé depuis plus de 25 ans, et ils peuvent donc être modifiés sans loi du Congrès.
En 1905, le graveur de la Monnaie Charles E. Barber réalise l’avers de la médaille d’investiture de Roosevelt, tandis que son assistant George T. Morgan grave le revers. Roosevelt n’apprécie pas le résultat et demande à Saint-Gaudens de créer une médaille non officielle pour commémorer l’investiture. Saint-Gaudens prévoit des résistances de la part de Barber concernant la nouvelle monnaie ; il écrit à son frère Louis : « Barber est un S.O.A.B., mais j’ai parlé avec le Président qui a ordonné au secrétaire Shaw, en ma présence, de couper la tête de Barber s’il ne faisait pas ce que nous voulions ».

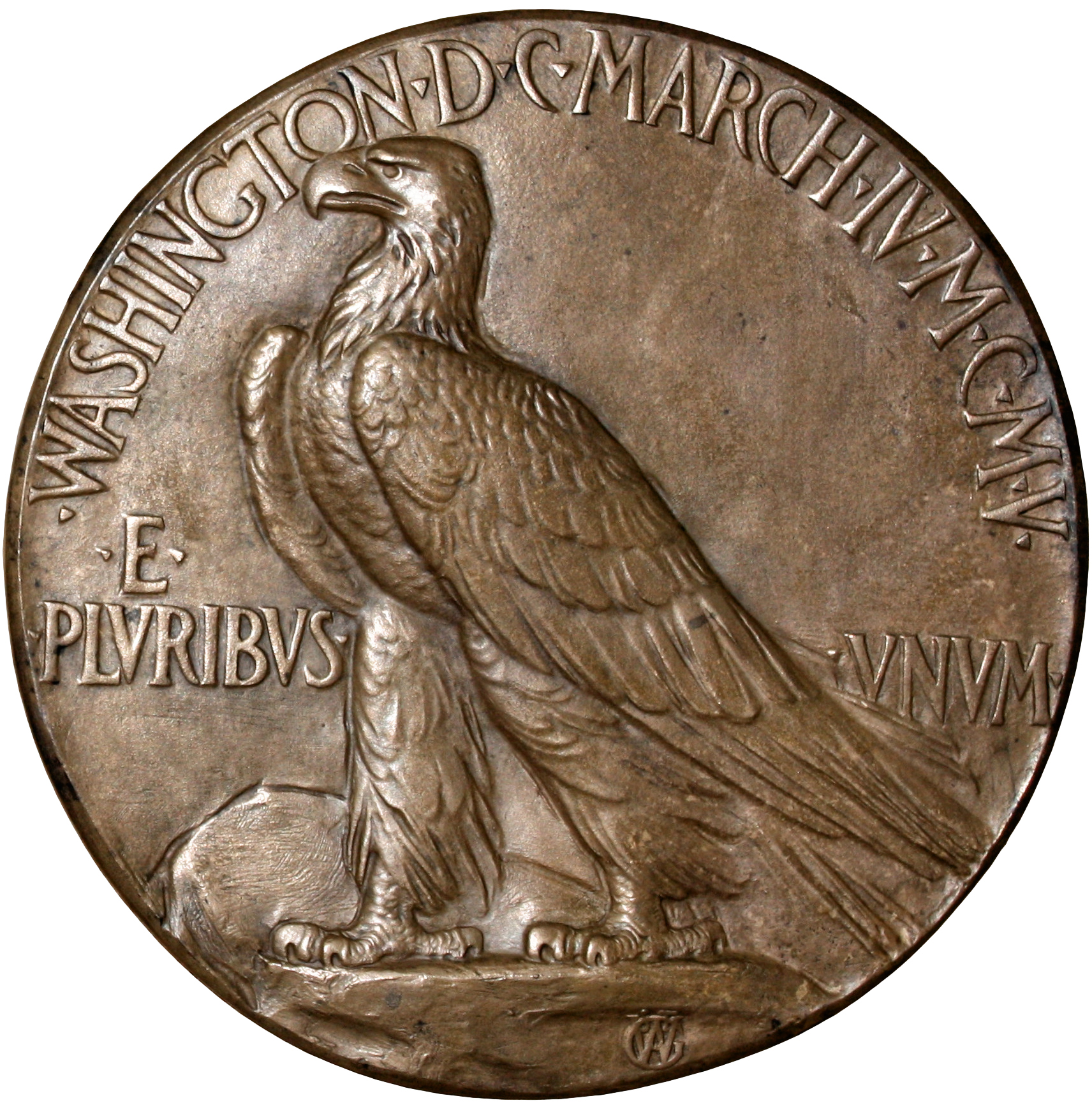
Le revers de la médaille d’investiture de 1905 réalisée par Saint-Gaudens présente un aigle debout, similaire à celui figurant sur la pièce de 10 $.

Roosevelt est impressionné par certains modèles que Saint-Gaudens a préparés pour le cent, représentant une tête de la Liberté. Au début de 1907, il écrit à Saint-Gaudens pour lui proposer d’ajouter une coiffe de guerre amérindienne à l’avers du cent :

« Je suis fermement convaincu que nous devrions avoir, sur au moins une pièce, la coiffe de plumes indienne. C’est typiquement américain et très pittoresque. Ne pourriez-vous pas conserver exactement la tête que vous avez maintenant, mais avec la coiffe de plumes ? »

L’historien numismatique Walter Breen décrit cela comme « l’absurde ajout d’une coiffe de guerre à plumes », et l’historien de l’art Cornelius Vermeule affirme que l’aigle Indian Head « manque de devenir une grande pièce parce que Roosevelt interfère » avec son dessin.
Néanmoins, en février 1907, Saint-Gaudens ajoute la coiffe à la tête de la Liberté. Il n’est pas encore décidé quant au dessin à utiliser pour les pièces d’or, qui doivent encore avoir une apparence uniforme, et il propose d’utiliser la Liberté coiffée pour le double eagle. Roosevelt décide provisoirement d’adopter des dessins différents pour les pièces de 10 et 20 dollars : l’eagle porterait la Liberté coiffée, tandis que le double eagle montrerait une Liberté marchant vers l’avant, avec un pygargue en vol au revers. Le président est prêt à rencontrer personnellement Saint-Gaudens si celui-ci s’y oppose, mais le sculpteur, gravement malade d’un cancer, ne peut assister à une telle entrevue.

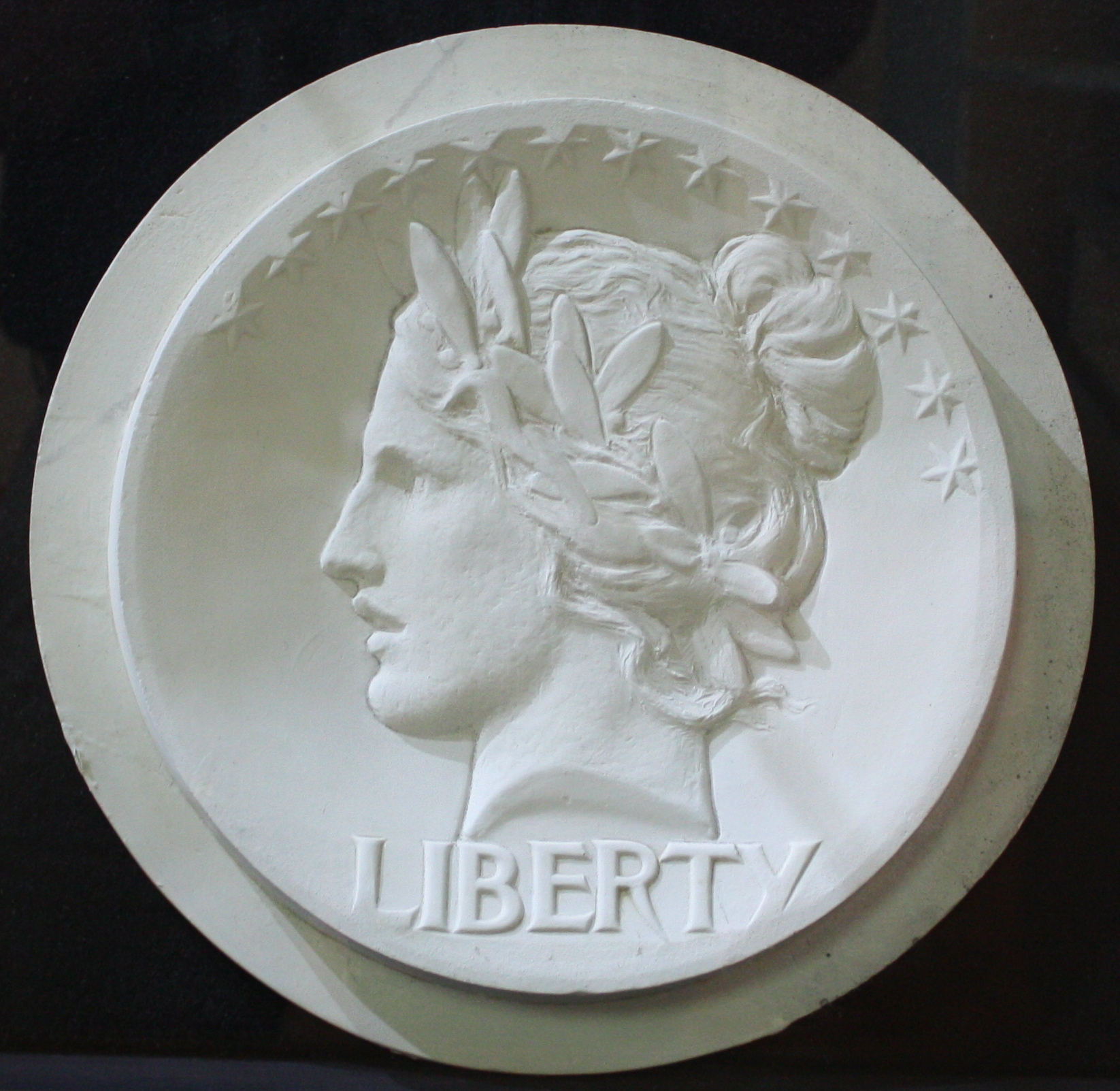
Le modèle de Saint-Gaudens pour la pièce de 1 cent représente la Liberté. Roosevelt insiste pour y ajouter une coiffe de plumes amérindienne masculine.

Le directeur de la Monnaie, George E. Roberts, écrit à Saint-Gaudens le 25 mai 1907 :

« Il est désormais décidé… le dessin de l’eagle sera la tête de la Liberté coiffée de plumes avec l’aigle debout. »

Saint-Gaudens et ses assistants travaillent rapidement à cette révision, et il envoie les modèles de la nouvelle pièce le 1er juin, accompagnés d’une lettre précisant que le relief de ces nouveaux modèles devrait permettre leur frappe par la Monnaie. La production des doubles eagles est alors retardée, car Saint-Gaudens a déjà envoyé deux fois à la Monnaie des modèles avec un relief trop élevé, impossibles à frapper en un seul coup, comme l’exige la monnaie destinée à la circulation.
Sa lettre est transmise à la Monnaie de Philadelphie, où le surintendant John Landis la fait lire et parapher par le graveur en chef, Charles E. Barber. Le 7 juin, Barber répond à Landis :

« Je me permets de signaler que j’ai reçu deux modèles en plâtre ainsi qu’une copie d’une lettre de M. Saint-Gaudens adressée au directeur, dans laquelle se trouvent certaines affirmations quelque peu trompeuses… Le relief du dessin doit respecter les conditions fixées et, par conséquent, le seul relief dont j’avais connaissance était le relief monétaire ; or, les modèles qui viennent d’être envoyés ne sont pas en relief monétaire. … La date de l’année est en notation romaine, et il n’existe aucune disposition prévue ne serait-ce que pour l’année suivante, aucun espace n’ayant été laissé, et comme ces pièces doivent rester en usage pendant vingt-cinq ans avant qu’un autre changement puisse être effectué, je me dois de signaler que, d’ici quelques années, il serait impossible de dater les coins. »

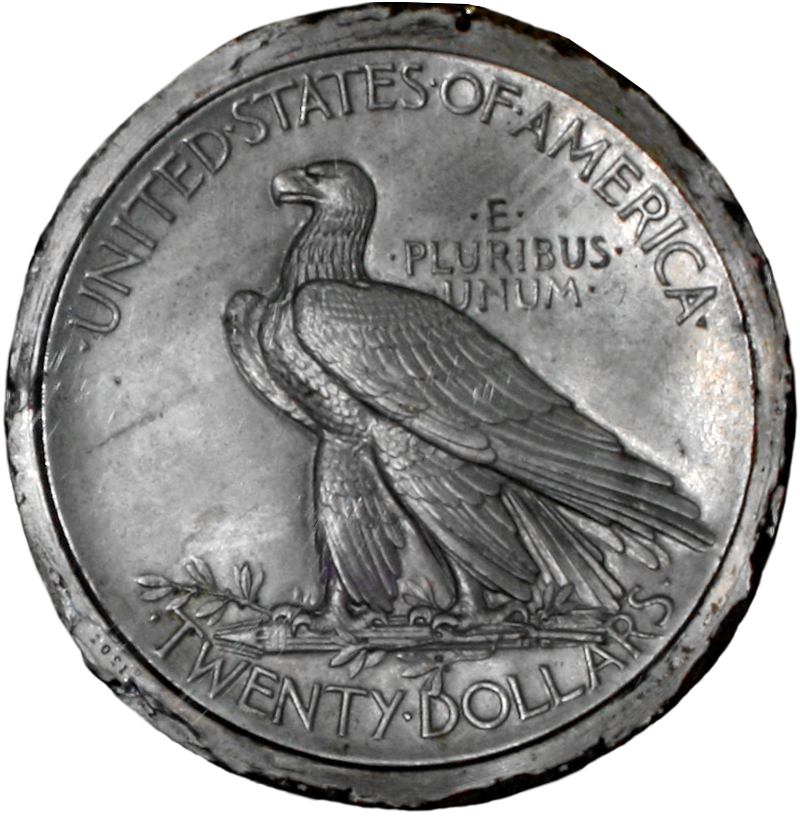
Un modèle en métal du double eagle réalisé par Saint-Gaudens ; le dessin est adapté pour l’eagle.

Roberts écrit à Saint-Gaudens le 11 juin pour lui signaler qu’il pourrait y avoir des problèmes liés à la date et au relief ; il ne reçoit pas de réponse et écrit de nouveau le 18 juin. Cette fois, le sculpteur répond, indiquant qu’il attend le retour de son assistant Henry Hering, qui a géré une grande partie des échanges avec la Monnaie. Il admet que l’utilisation de chiffres romains pour l’eagle n’est pas judicieuse et envoie de nouveaux modèles à la Monnaie le 24 juin. Barber utilise ces modèles pour préparer un coin, ainsi qu’un moulage en bronze réalisé en privé, et la Monnaie frappe des pièces expérimentales le 19 juillet. Ces pièces dites « à haut relief » nécessitent plusieurs frappes de presse pour que le motif apparaisse complètement. Vers la mi-juillet, Saint-Gaudens écrit à la Monnaie : « J’attends de savoir à ce sujet afin de pouvoir continuer avec les autres reliefs », et on lui envoie l’une des nouvelles pièces, accompagnée d’un aigle Liberty Head pour comparaison.
Le 19 juillet, Roberts envoie une paire similaire de pièces au secrétaire au Trésor George Cortelyou, en notant que Saint-Gaudens a employé une finition lisse pour le dessin, plutôt que le travail net du coin caractéristique des pièces d’or Liberty, et il suggère que cela pourrait favoriser la contrefaçon. Roberts transmet ces préoccupations à Saint-Gaudens, qui demande à recevoir des moulages des coins utilisés pour frapper les nouvelles pièces ; ces derniers sont envoyés à sa maison de Cornish, dans le New Hampshire, le 28 juillet. Saint-Gaudens y meurt d’un cancer le 3 août 1907, et Roosevelt écrit à sa veuve Augusta : « Je considère comme l’un des privilèges de mon administration d’avoir pu lui confier la réalisation de deux de nos pièces ».

## Préparation

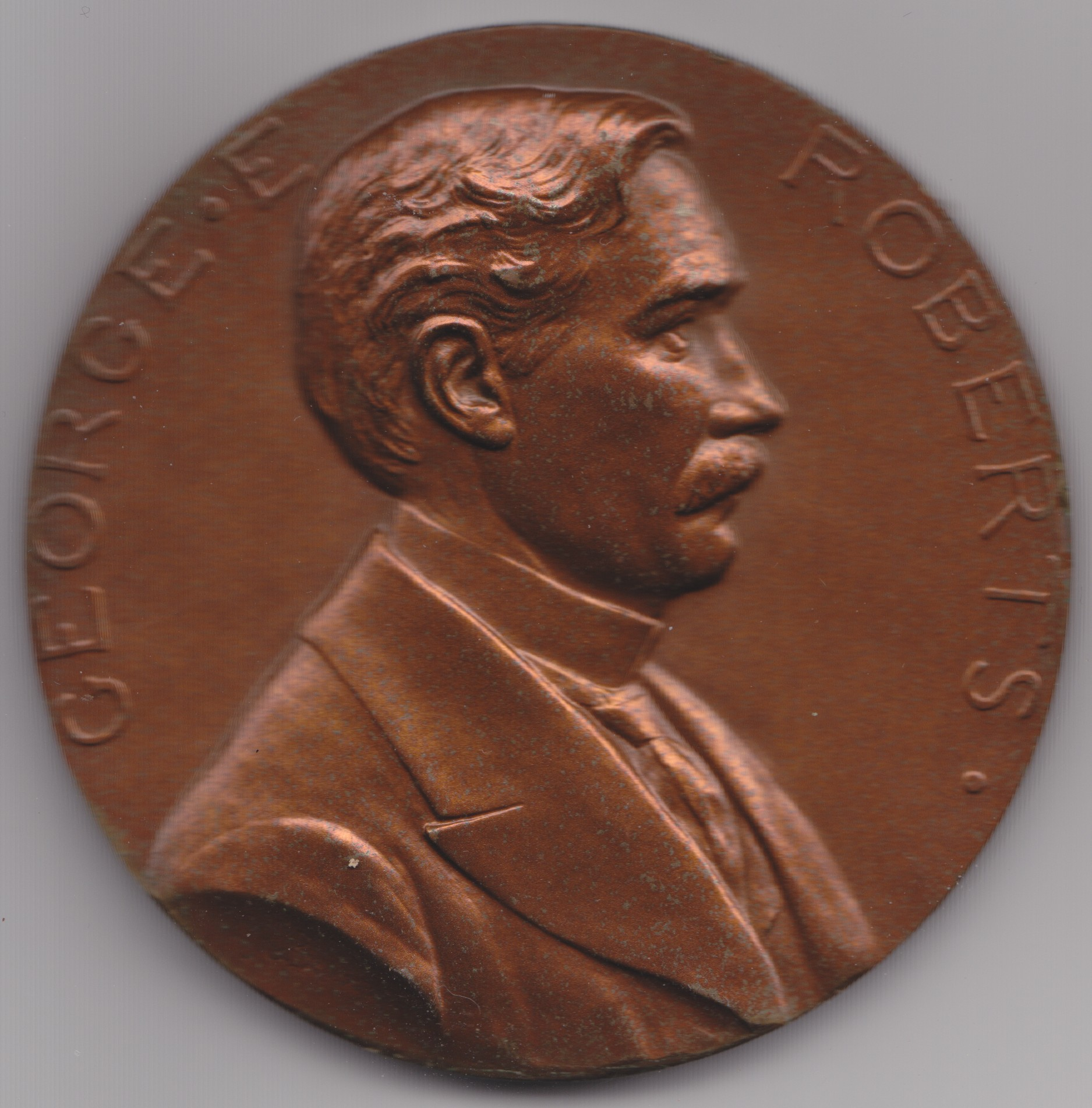
Le directeur de la Monnaie, George E. Roberts (représenté sur sa médaille de la Monnaie, conçue par Charles E. Barber), quitte ses fonctions le 31 juillet 1907.

George E. Roberts quitte ses fonctions le 31 juillet 1907 pour devenir président de la Commercial National Bank (en) de Chicago. Son successeur, Frank A. Leach, alors surintendant de la Monnaie de San Francisco, ne prend ses fonctions que le 1er novembre ; entre-temps, l’ancien directeur de la Monnaie, Robert Preston, assure la direction par intérim.
Le 7 août Roosevelt ordonne au secrétaire Cortelyou de finaliser les dessins des pièces de 10 et 20 dollars et de lancer leur production pour le 1er septembre. Landis étant en congé, Cortelyou transmet la lettre du président au surintendant par intérim de la Monnaie de Philadelphie, le Dr Albert A. Norris, en l’instruisant de « traiter cette affaire immédiatement et de suivre les instructions du président ; tout ce qui est possible doit être fait pour accélérer le travail »,.
Preston écrit à Roberts pour lui demander des informations sur la nouvelle monnaie, et l’ancien directeur répond le 12 août en résumant la correspondance avec Saint-Gaudens, tout en notant que « le président n’a donné aucune instruction concernant les pièces de 5 et 2,5 dollars, mais je m’attendais à ce que le dessin de l’aigle soit utilisé pour ces pièces… Le président a décidé de laisser la pièce de 1 cent inchangée, et il n’a été question d’aucune modification pour la nickel ».
En réponse aux instructions du président, Barber écrit à Norris pour l’informer que le dessin de l’eagle attend une approbation depuis juillet, sans mentionner le souhait de la Monnaie d’obtenir un travail de gravure plus net. Dans sa lettre suivante au directeur par intérim Preston, Norris précise que la Monnaie rencontre des difficultés avec le cordon, l’anneau destiné à frapper la tranche de la pièce et à y imprimer 46 étoiles, représentant le nombre d’États que compterait l’Union après l’admission déjà prévue de l’Oklahoma plus tard en 1907. Les responsables de la Monnaie ont sollicité, sans succès, l’avis de leurs homologues parisiens, mais l’atelier mécanique de la Monnaie parvient à perfectionner le cordon. Norris défend Barber dans sa lettre à Preston.

« Je pense que le président est injuste envers M. Barber lorsqu’il parle ici d’une certaine lourdeur d’esprit et d’une incapacité à réaliser le travail moderne le plus rapide, comme le montrent ces retards.

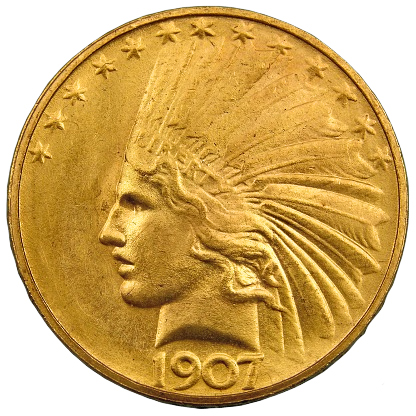
Eagle « wire rim » (bord tranchant) de 1907.

La réalisation des modèles pour ces pièces a été confiée à Saint-Gaudens, qui est sculpteur et n’a aucune expérience dans la conception de monnaies. Lorsque les modèles sont reçus, le Bureau [de la Monnaie] est informé que les coins fabriqués à partir de ceux-ci ne fonctionneraient pas dans la presse à frapper. Les modèles sont renvoyés à Saint-Gaudens, à sa demande, et un ensemble modifié est fourni quelque temps plus tard. Le Bureau est alors informé que même ceux-ci ne permettraient pas de produire des coins satisfaisants pour la frappe, mais lils sont tout de même réalisés, et l’on constate qu’ils ne peuvent pas être utilisés dans la presse à frapper. Comment allons-nous fabriquer des pièces à partir de cela pour le président ? »

À la fin du mois d’août, August Saint-Gaudens envoie de nouveaux modèles pour l’eagle au directeur par intérim Preston. Lorsque Barber les examine, il nota : « Les coins fabriqués à partir de ces modèles constitueraient une nette amélioration par rapport à ceux déjà réalisés » et précise qu’avec ces modèles, la Monnaie pourrait mettre l’eagle en pleine production en un mois. Homer Saint-Gaudens, le fils du sculpteur, écrit à Preston : « M. Hering a enfin terminé la pièce avec un relief légèrement inférieur à celui de la pièce d’or [française] de Chaplin [sic, en réalité Chaplain], qui est le relief le plus bas que M. Hering sait que mon père accepterait, et dont je comprends que M. Barber peut assurer la frappe ».
Entre-temps, Cortelyou ordonne de frapper 500 pièces à l’aide de la presse à médailles à haute pression de la Monnaie, à partir des coins issus des premiers travaux de Saint-Gaudens, respectant ainsi à la lettre l’ordre présidentiel du 7 août. Preston envoie un mot à Norris pour le prévenir que le président ordonnerait probablement 100 pièces et lui suggère de les avoir prêtes « afin que vous puissiez les fournir sans le moindre délai ». Selon l’historien numismate Roger Burdette, « celles-ci constituaient une assurance mise en place par Cortelyou pour se prémunir contre une nouvelle colère présidentielle ». Le président examine des exemplaires d’eagles le 31 août, exprime sa satisfaction et son souhait d’en voir frapper davantage.
Comme le dessin de Saint-Gaudens ne comporte pas de listel, un excédent de métal forme une arête en relief sur le pourtour. Cette bavure se casse facilement, ce qui risque de rendre les eagles rapidement en sous-poids et donc moins utiles comme monnaie d’échange. Barber grave un listel sur le coin, ce qui élimine le problème.
Environ cinq cents pièces ont été frappées à partir des coins originaux de Saint-Gaudens ; elles sont produites sur la presse à médailles et distribuées pour la plupart à des fonctionnaires du gouvernement. On les appelle des pièces à « bord tranchant », en référence à l’angle vif où le champ de la pièce rejoint la tranche, sans l’intermédiaire d’un listel. Elles restent disponibles à l’achat à leur valeur faciale auprès de la Monnaie au moins jusqu’en 1912. L’une d’elles se vend 230 000 $ lors d’une vente aux enchères en janvier 2011.
Un total de 32 000 eagles sont frappés à l’aide des coins modifiés par Barber à partir du dessin de Saint-Gaudens, pour la plupart sur les presses monétaires ordinaires. Ces pièces sont connues sous le nom de spécimens à « bord arrondi »,. Le 9 novembre 1907, alors que la production complète avec les coins à faible relief issus des modèles de Saint-Gaudens bat son plein, Frank Leach, le nouveau directeur de la Monnaie, décide de faire fondre 31 950 exemplaires à bord arrondi, n’en conservant que cinquante. Selon ses mémoires, ces exemplaires « sont donnés à des musées d’art, à des responsables et à d’autres personnes impliquées dans le projet ». Les spécimens survivants à bord arrondi peuvent être facilement distingués des frappes ultérieures de 1907, car ils portent des points avant, entre et après les mots « Ten Dollars » au revers. L’un d’eux, conservé dans la famille Leach pendant un siècle, se vend 2 185 000 $ en janvier 2011.
Le directeur Leach décrit ainsi ces pièces dans un rapport adressé à Cortelyou résumant le projet de refonte :« L’avers de l’eagle porte la tête de la Liberté coiffée de plumes, initialement prévue pour la pièce de un cent. Le président est si satisfait de ce dessin qu’il décide de le placer sur l’eagle. La tête, déclare l’artiste, est conçue conformément aux suggestions du président. Le revers porte l’aigle debout, et sur la tranche des pièces figurent quarante-six étoiles, une pour chaque État ».

## Dessin

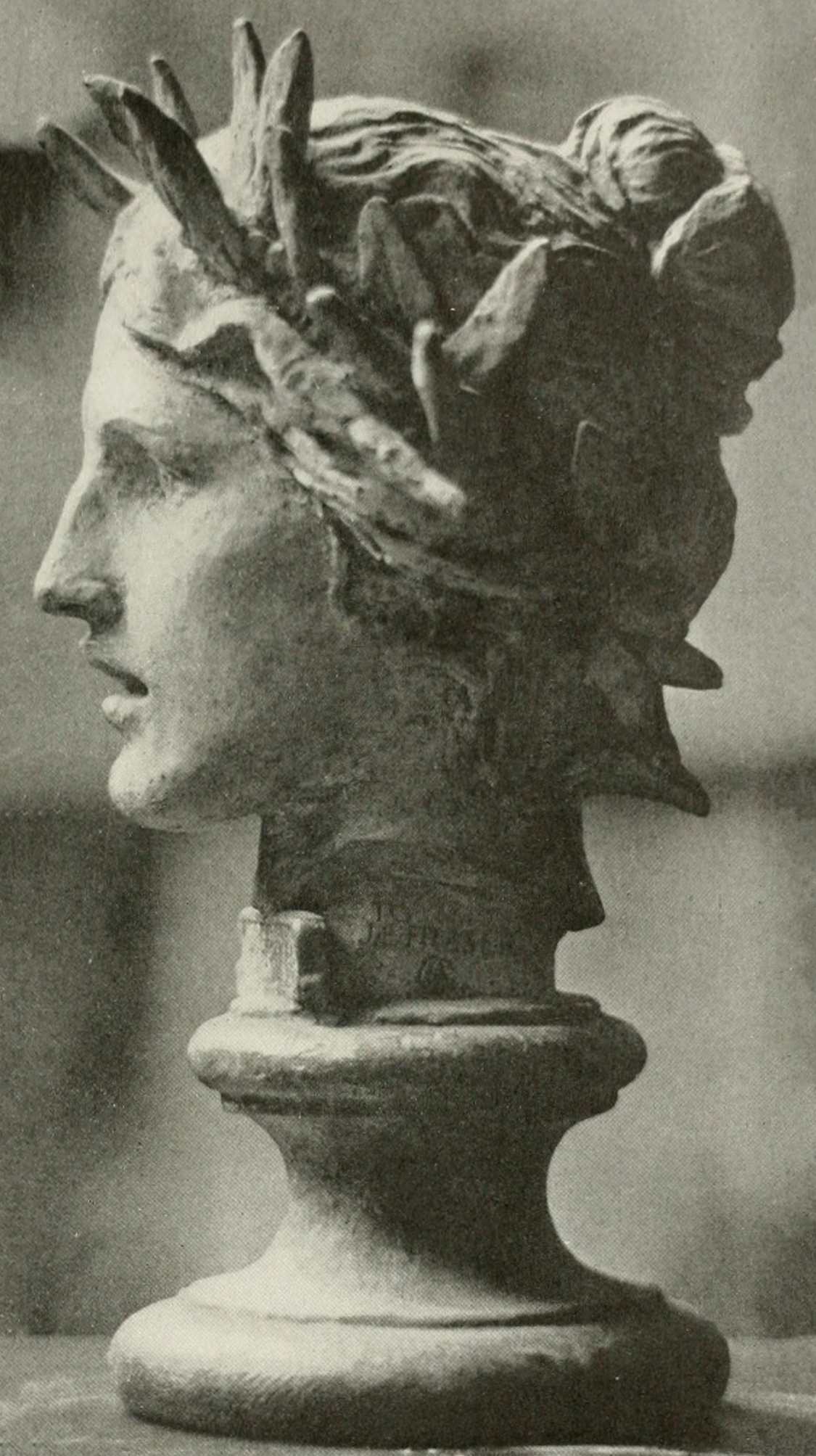
Modèle non utilisé de Saint-Gaudens pour la statue de la Victoire.

Saint-Gaudens base sa tête de la Liberté sur un modèle qu’il a sculpté mais non utilisé pour la statue de la Victoire du monument William Tecumseh Sherman (en) à New York, pensant encore que le dessin serait envisagé pour la pièce de 1 cent. Le buste d’Harriet Eugenia Anderson (en) inspire également Saint-Gaudens pour son modèle et son bas-relief « ΝΙΚΗ ΕΙΡΗΝΗ »,.
Son dessin pour le revers représente un aigle debout sur une gerbe de flèches, avec une branche d’olivier à ses pieds ; il s’agit de son concept initial pour le revers du double eagle, et il présente une grande similitude avec le revers de la médaille d’investiture qu’il a conçue. Selon un témoignage, son inspiration finale pour ce revers vient d’une monnaie de Ptolémée Ier d’Égypte représentant un aigle debout, illustrée dans un ouvrage qu’il possède et qu’il a prêté à Roosevelt.
Jeff Garrett et Ron Guth qualifient les détails de la pièce de « légèrement fantaisistes ». Ils soulignent qu’il est peu probable qu’une femme porte une coiffe réservée aux guerriers masculins, et décrivent le mot « LIBERTY » inscrit sur la coiffe comme « placé de façon incongrue ».

## Sortie et production
Les nouvelles pièces de 10 dollars entrent en circulation vers le 4 novembre 1907, bien que Frank A. Leach ne reçoive l’autorisation officielle d’émettre les pièces que le 19 décembre.
Dès le 7 novembre, des articles paraissent dans les journaux, signalant l’omission de la devise « IN GOD WE TRUST » sur la pièce, et la Monnaie commence bientôt à recevoir de nombreuses plaintes. Roosevelt estime que l’utilisation du nom de Dieu sur les pièces est sacrilège et a confirmé auprès des juristes du gouvernement qu’aucune loi n’impose l’usage de cette devise. Saint-Gaudens souhaite inclure le strict minimum de lettrage sur les nouvelles pièces et se satisfait donc de l’omission de la devise. Selon son fils Homer, comme Saint-Gaudens considère que « la devise est une intrusion artistique non exigée par la loi, il l’écarte totalement et attire ainsi sur lui la foudre des commentaires publics »,.
En mars 1908, la Chambre des représentants adopte un projet de loi imposant l’utilisation de la devise sur le nouvel eagle et le double eagle. Le Sénat suit en mai. Theodore Roosevelt, constatant que l’opinion publique lui est défavorable, signe la loi ce mois-là. Charles E. Barber place donc la devise au revers, à gauche de la poitrine de l’aigle. Sur les pièces « No Motto » frappées à la Monnaie de Denver en 1908 (répertoriées comme 1908-D), le différent « D » apparaît au-dessus des feuilles près des pattes de l’aigle au revers ; sur les pièces avec devise frappées à Denver et à San Francisco (différent « S ») à partir de 1908, il figure à gauche de la flèche sur laquelle l’oiseau se tient. Barber apporte aussi d’autres changements mineurs à la pièce ; selon Walter Breen, « à part l’ajout de la devise, aucun des petits changements de Barber ne peut être défendu comme une amélioration, sauf si l’on insiste pour dire qu’il faut montrer un peu plus du premier U de UNUM. La qualité de frappe n’est pas non plus améliorée ».
Les différents de Denver de 1908 à 1910 sont bien plus grandes que ceux des années suivantes ; ceux de San Francisco sont toujours petits. Avec l’admission du Nouveau-Mexique et de l’Arizona comme États en 1912, le nombre d’étoiles sur la tranche passe de 46 à 48.
La pièce est frappée chaque année de 1907 à 1916. Pendant la Première Guerre mondiale, les pièces d’or ayant une valeur supérieure à leur valeur faciale et de nombreuses pièces revenant d’Europe pour payer le matériel de guerre, le besoin de nouvelles pièces d’or est faible ; la frappe des eagles est interrompue après 1916. Par la suite, les eagles Indian Head ne sont frappés qu’en 1920 (à San Francisco), 1926 (à Philadelphie), 1930 (à San Francisco), ainsi que lors des dernières émissions à Philadelphie en 1932 et 1933. En mars 1933, le président Franklin Roosevelt ordonne qu’aucun or sous forme de pièces ne soit plus libéré par le Trésor ; la Monnaie cesse alors de produire des pièces d’or, mettant fin à la série des eagles commencée en 1795.
Le 28 décembre 1933, le secrétaire adjoint au Trésor, Henry Morgenthau, ordonne aux Américains de remettre toutes leurs pièces d’or et certificats or, avec quelques exceptions limitées, recevant en échange des billets de banque. Des millions de pièces d’or sont fondues par le Trésor dans les années suivantes. Bon nombre des pièces d’or encore visibles aujourd’hui ont été exportées vers l’Europe avant 1933, puis rapatriées une fois les restrictions sur la détention d’or levées.

## Valeur numismatique
La valeur numismatique de la pièce de 10 dollars Indian Head varie considérablement en fonction de son état, de sa rareté et de son millésime. Bien que sa valeur intrinsèque en métal soit d'environ 1 613,93 $ pour un prix de l'or de 3 336,29 $ l'once en août 2025, sa valeur de collection peut être bien plus élevée. Les collectionneurs recherchent particulièrement les exemplaires avec des détails nets, notamment la coiffe de la Liberté et les plumes de l'aigle, ainsi que des marques de surface minimales. Les spécimens non circulés et de haute qualité sont considérablement plus rares et atteignent les primes les plus élevées,.
Certains millésimes et ateliers sont particulièrement recherchés en raison de leur rareté. La pièce de 1933 est une rareté légendaire, presque tous les exemplaires ayant été fondus à la suite de la loi sur le rappel de l'or de Franklin Roosevelt, seules quelques dizaines sont connues aujourd'hui. Un exemplaire en condition MS-66 s'est vendu 718 750 $ en 2004, et le Red Book 2024 a cité une valeur d'enchère de 881 250 $ pour un MS-66 en juin 2016. Les émissions de 1907 à haut relief, conçues par Saint-Gaudens, sont également très prisées. La variété « Wire Rim » est plus rare, tandis que la « Rolled Rim » est une tentative d'amélioration mais reste extrêmement rare, avec seulement environ 50 exemplaires connus sur 31 500 frappés, la plupart ayant été fondus. Un exemplaire unique en « satin proof » de la version au bord arrondi de 1907 est vendu 2 185 000 $ en janvier 2011. Le 1920-S, malgré un tirage de 126 500 exemplaires, est exceptionnellement rare en état non circulé en raison d'une fonte et d'une circulation importantes, atteignant des valeurs allant jusqu'à 200 000 dollars en MS-65. Le 1911-D est le plus rare des millésimes réguliers, avec seulement 30 100 exemplaires frappés. Les spécimens bien définis sont très précieux, notamment ceux avec un différent « D » faiblement frappé. Bien que plus abordable en grades circulés, sa valeur peut atteindre 220 000 $ en MS-65. D'autres dates, comme le 1913-S et le 1930-S, sont également difficiles à trouver en haute qualité. En revanche, la plupart des dates communes sont relativement abordables en grades intermédiaires (comme XF-40 ou AU-50), leur prix étant alors proche de leur valeur de métal précieux. Les pièces d'essai, frappées de 1907 à 1915, atteignent également des valeurs élevées ; par exemple, une pièce d'essai de 1910 s'est vendue 80 500 $ en 2006,,.